# Stati provinciali dell'Overijssel
Gli Stati provinciali dell'Overijssel (in olandese Provinciale Staten van Overijssel, sono gli stati provinciali dell'Overijssel, l'organo legislativo della provincia. I suoi 47 seggi vengono assegnati ogni quattro anni tramite elezioni provinciali.